# چینگولا
چینگولا (انگلیسی: Chingola) شهری در استان کوپربلت، زامبیا است که در سال ۲۰۱۰ میلادی ۲۱۶٬۶۲۶ نفر جمعیت داشته است.